# Teleskoplastare
Teleskoplastare är en typ av anläggningsmaskin och materialhanteringsmaskin som är utrustad med en teleskopisk bom som ger maskinen lång räckvidd både horisontellt och på höjden. 
Maskintypen går ibland också under benämningen teleskoptruck.
Teleskoplastare används bland annat inom bygg- och anläggningssektorn, inom industrin, av Försvarsmakten och inom jordbruket. Teleskoplastarens särprägel är dess mångsidighet i användningen. 

## Användning

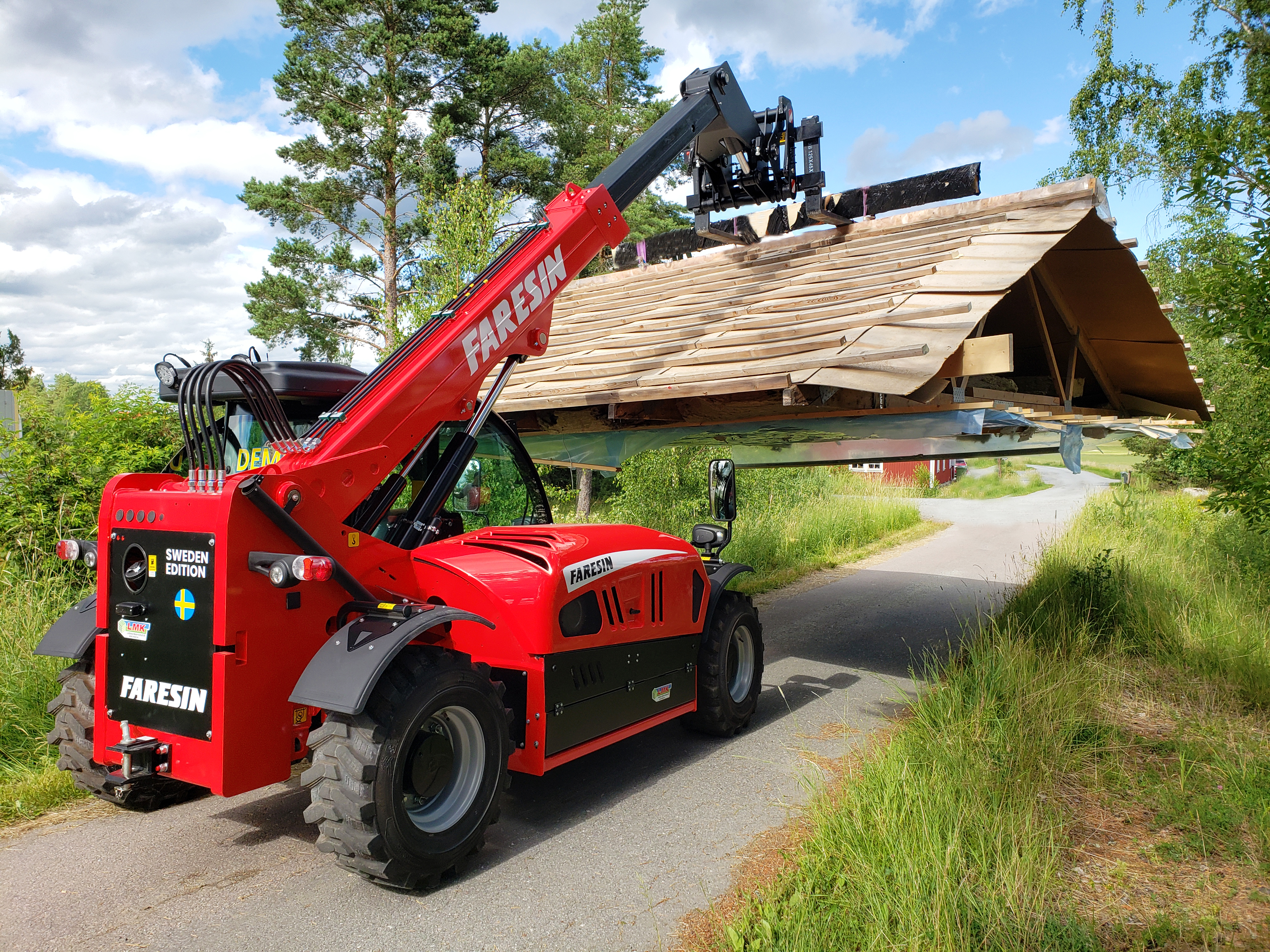
Teleskoplastaren Faresin 6.26

Det finns en stor mängd av olika slags redskap, som pallgafflar, skopor, snöblad, personkorgar, balgripar och vajerspel som gör att maskinen kan användas mycket flexibelt. 
En teleskoplastare kan till exempel lasta och lossa gods, förflytta schaktmassor, röja snö och fungera som en mindre mobilkran, allt beroende på vilka redskap som monteras på redskapsfästet. 
Utrustad med personkorg kan den ersätta användandet av skylift eller byggnadsställningar. Större modeller av teleskoplastare kan vara runtomsvängande, det vill säga att hytt och bom kan rotera fritt i förhållande till maskinens underdel. 
En del teleskoplastare är också utrustade med tiltbar hytt som kan lutas bakåt, vilket gör att maskinföraren får en bekvämare arbetsställning när maskinen arbetar med teleskopbommen på hög höjd. Större modeller av teleskoplastare har utfällbara stödben för stabilitetens skull.

## I jordbruket

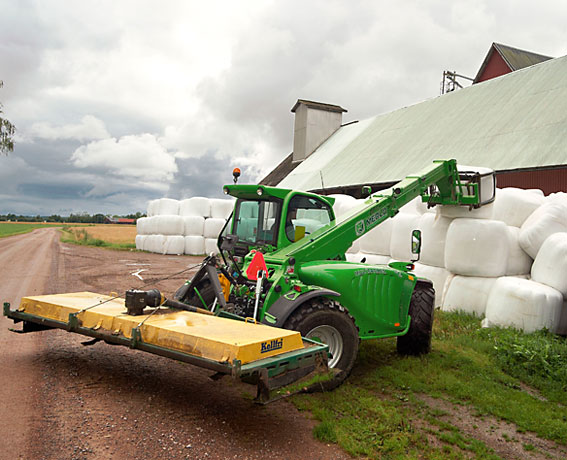
Teleskoplastaren Multifarmer från Merlo

Inom jordbruket används teleskoplastare för att hantera till exempel balar, foder och gödsel. 
Vissa modeller är även utrustade med trepunktslyft, kraftuttag och draganordning och kan därmed ersätta eller komplettera användandet av traditionella jordbrukstraktorer. 
Moderna teleskoplastare har fyrhjulsdrift, samt fyrhjulsstyrning och krabbstyrning. 
Läs mer om teleskoplastare under hjullastare, liknande maskiner.